# Прянишников, Борис Витальевич
Борис Витальевич Прянишников (англ. Boris Prianishnikoff; 21 июля 1902 года, Велюнь, Калишская губерния, Царство Польское, Российская империя — 19 июля 2002 года, Сильвер-Спринг, Мэриленд, США) — участник Гражданской войны в России на стороне Белого движения, общественно-политический деятель русской эмиграции — журналист и редактор ряда русских зарубежных газет и журналов, основатель и первый редактор журнала «Посев», автор книг «Незримая паутина» и «Новопоколенцы». Литературные псевдонимы — Б. В. Серафимов, А. (В.) Лисовский.

## Биография

### Родители
Из потомственных дворян станицы Новочеркасской области Войска Донского — родился в семье казачьего офицера Виталия Яковлевича Прянишникова, проходившего в тот момент службу в городе Вилюнь Калишской губернии в 5-м Донском казачьем полку (в начале Первой мировой войны он получил тяжёлую контузию, после чего продолжил службу в тыловых частях, а к февралю 1917 года — дослужился до полковника и был назначен командиром запасного 4-го Донского казачьего полка). Мать Бориса — Мария Николаевна — скончалась от чахотки, когда Борису было четыре года. Отец женился вновь и у Бориса появились сводные брат и сёстры — Георгий, Надежда и Мария. Дед Бориса, Яков Павлович, выпускник юридического факультета Московского университета, и его бабка, Мария Михайловна, урождённая Ушакова, владели крупным имением в семнадцати верстах от станции Чертково.

### В России
В конце 1917 года, будучи кадетом-пятиклассником Донского кадетского корпуса, Борис принял участие в первых боях с большевиками, поднявшими советское восстание в Ростове-на-Дону, — сбежав из училища вместе с двумя своими приятелями (Андреем Решетовским и Александром Горбачёвым), Борис присоединился к сводному отряду добровольцев и донских казаков, давших бой советским частям под станцией Кизитеринка. Друг Бориса Прянишникова — Александр Горбачёв — погиб в этом бою.
Летом 1918 года, во время каникул, Борис тайком покинул дом отца и на повозке, гружённой снарядами для Добровольческой армии, добрался до станицы Мечётинской, где вступил добровольцем в Партизанский пеший казачий полк, в рядах которого совершил Второй Кубанский поход (за что был впоследствии награждён Георгиевской медалью 4-й степени), после чего вернулся в Новочеркасск и с опозданием продолжил занятия в шестом классе кадетского корпуса.
В конце 1919 года все кадеты XXXI выпуска Донского корпуса поступили в Новочеркасское военное училище. В ту зиму Борис дважды переболел тифом, а после окончательного разгрома Вооружённых сил Юга России он вместе с училищем был эвакуирован в Крым, где участвовал в боях с Красной армией в составе Русской армии Врангеля. В бою под Каховкой в августе 1920 года он был легко ранен, но остался в строю, за что был награждён Георгиевским крестом 4-й степени.

### В эмиграции
После Крымской эвакуации в ноябре 1920 года Борис оказался вместе со всем училищем на острове Лемнос. Затем училище было переведено в болгарский город Ямбол, где 12 июня 1922 года в числе других 170 юнкеров Борис был произведён в свой первый офицерский чин — подхорунжего.
В 1925 году переехал во Францию, поселился в Лионе. Нанялся на работу на металлургический завод. Участвовал в движении младороссов. Состоял в Русском обще-воинском союзе, попытался уберечь РОВС от проникновения советской агентуры — так, по его воспоминаниям, он информировал председателя РОВС генерал-лейтенанта Е. К. Миллера о своих подозрениях о возможном предательстве генерал-майора Н. В. Скоблина.
В феврале 1933 года вступил в Народно-трудовой союз (НТС) и занялся активной политической деятельностью, работая в руководстве НТС. Совместно с Р. П. Рончевским организовал ряд отделений НТС в Юго-восточной Франции, возглавлял (вместе с Р. П. Рончевским) Лионское отделение. Принимал участие в работе НТС в Париже, Гренобле. Был одним из организаторов «Устной газеты» НТС в Гренобле в 1933 году, в 1935 году — участник съезда НТС, выступал с докладом. Занимался журналистской деятельностью — публиковался во французских газетах, участвовал в выпуске «Обзора эмигрантской печати», сотрудничал в газетах «За Россию» (Белград), «Меч» (Варшава) и других, публикуя материалы о советской действительности.
В 1938 году переехал в Германию, откуда по заданиям НТС выезжал в рабочие командировки в Югославию и Румынию. В это время занимался изданием литературы для распространения в СССР, для чего НТС создало подпольную типографию «Льдина», организованною под Берлином при участии японского военного атташе для печати антисоветских листовок, изучения советской прессы и действительности. В Белграде работал помощником редактора газеты «За Россию», а когда газета была закрыта Прянишникову удалось организовать выпуск журнала «Огни», но и он после трёх выпусков был закрыт властями. В Бухаресте Прянишников кроме издательской работы на подпольной типографии «Льдина-2» занимался переброской членов НТС в СССР. После начала Великой Отечественной войны вернулся в Германию и работал корректором в берлинской русской газете «Новое слово». Вступил в Комитет освобождения народов России (КОНР). Под псевдонимом «А. (В.) Лисовский» подписал Пражский манифест. В ноябре — декабре 1944 года редактировал первые номера газеты КОНР «Воля народа». Был представителем КОНР в Гамбурге в последние месяцы войны.
После капитуляции Германии был помещён в лагерь «перемещённых лиц» Менхегоф под Касселем. Был основателем и первым редактором журнала «Посев» (под псевдонимом Б. Серафимов — до октября 1946 года), затем, перебравшись с семьёй в Регенсбург, он становится редактором газеты местного отделения НТС «Эхо» (в 1947—1949 гг.).
В 1947 (по другим данным в 1949 или в 1950) году Б. В. Прянишников переехал в США, проживал в Нью-Йорке. Работал на временных работах. В 1951—1957 годах служил в лаборатории General Anilin and Film Corporation. В 1949—1951 годах возглавлял американскую организацию НТС, оставив этот пост по болезни. В 1954 году вышел из НТС из-за разногласий с руководством организации. С 1958 года работал в отделе обслуживания программ радиостанции «Освобождение». Писал ежедневные обозрения советской печати для составителей текстов радиопередач. В 1964 перешёл на службу в русский отдел издательства фирмы Мак Гроу Хилл, где проработал до выхода на пенсию в 1976 году. Переводил с английского на русский книги для издательства Ф. Прегера.
Передал в Государственный архив Российской Федерации (ГАРФ) личный архив по истории русской эмиграции и НТС. Умер, не дожив двух дней до своего столетия. Похоронен в Рокквилле (штат Мэрилэнд).

## Сочинения
Б. В. Прянишников считал одной из своих главных задач публичное разоблачение действий советской агентуры в среде русской эмиграции. Он опубликовал на эту тему большую серию статей, а в 1979 году издал за свой счёт в США книгу «Незримая паутина», которую в 1993 году переиздал в Санкт-Петербурге также на собственные средства. Необходимо уточнить, что свои выводы он основывал как на архивных документах, которые были либо переданы в его распоряжение непосредственными участниками событий, либо выявлены им в коллекциях различных архивов, так и на результатах собственных расследований. Естественно, что его книги, основанные на свидетельствах исключительно со стороны белой эмиграции, несвободны от ошибок и неточностей. С выводами Б. В. Прянишникова не всегда согласны профессиональные историки и исследователи более позднего времени. Как писал в рецензии на «Незримую паутину» историк В. Б. Бортневский:

Прямые персональные обвинения в работе на советскую разведку генералов Ф. Ф. Абрамова и П. Н. Шатилова, офицеров Фосса, Закржевского и других не выглядят достоверными, основанными на беспристрастном анализе фактического материала. Очевидно, что сознательная работа на какую-либо разведку и недостаточная бдительность, недооценка противника, служебная халатность, излишняя доверчивость к подчиненным все-таки не одно и то же. И соответственно этому люди, виновные в этих деяниях, должны быть по-разному очерчены историей, вне зависимости от имевших место последствий.
- Государственный архив Российской Федерации. Личный архив Б. В. Прянишникова по истории русской эмиграции и НТС[2];
- АГИВРМ. Коллекция Б. В. Прянишникова. Коробка 1. О революционной работе Народно-Трудового Союза российских солидаристов. Неопубликованная рукопись;
- Незримая паутина. Нью-Йорк, Нью-Йорк, США. 1979. 398 с.;
- Новопоколенцы. Силвер Спринг, Мэриленд, США: Multilingual Typesetting, 1986, ISBN 0-9616413-1-2;
- О «Внутренней линии» // НРС [Новое русское слово (Нью-Йорк)]. 1950. 16 июня;
- Тайны «Внутренней линии» // НРС. 1963. 30 сентября; 1, 7 октября;

автор многочисленных публикаций в американских русскоязычных газетах и журналах «Новое русское слово», «Русская жизнь», «Кадетская перекличка», «Родимый край», «Часовой», «Вестник первопоходника», «Новый журнал» и других периодических изданиях.